# Erie Blades
Die Erie Blades waren ein US-amerikanisches Eishockeyfranchise aus Erie, Pennsylvania. Die Spielstätte der Blades war das Erie County Field House.

## Geschichte
Die Erie Blades wurden 1975 gegründet und spielten in den ersten beiden Jahren ihres Bestehens in der North American Hockey League. Für die Spielzeit 1978/79 wechselte die Mannschaft in die North Eastern Hockey League, ehe sie zwei Jahre lang in der Eastern Hockey League aktiv waren. Vor der Saison 1981/82 wurden die Erie Blades in die American Hockey League aufgenommen und wurden ein Farmteam der Boston Bruins und der Pittsburgh Penguins. Diese Entscheidung brachte zudem einen Trainerwechsel mit sich: Nick Polano, der in den ersten sechs Jahren Trainer der Blades war, wurde durch Lou Angotti ersetzt. In ihrer ersten AHL-Spielzeit enttäuschte die Mannschaft und holte nur 50 Punkte in 80 Spielen, so dass die Blades mit den Baltimore Skipjacks aus der Atlantic Coast Hockey League fusionierten und in Baltimore, Maryland, den Spielbetrieb unter deren Namen in der AHL fortsetzten. Sowohl der Trainer Lou Angotti, als auch 16 seiner Spieler wurden in das neue Team übernommen.
Die Lücke, die die Erie Blades hinterließen, wurde durch die Erie Golden Blades gefüllt, die von 1982 bis 1987 in der Atlantic Coast Hockey League aktiv waren.

## Saisonstatistik (AHL)
Abkürzungen: GP = Spiele, W = Siege, L = Niederlagen, T = Unentschieden, OTL = Niederlagen nach Overtime SOL = Niederlagen nach Shootout, Pts = Punkte, GF = Erzielte Tore, GA = Gegentore, PIM = Strafminuten
| Saison  | GP | W  | L  | T | OTL | SOL | Pts | GF  | GA  | Platz     | Playoffs           |
| 1981/82 | 80 | 22 | 52 | 6 | —   | —   | 50  | 317 | 425 | 6., South | nicht qualifiziert |

## Team-Rekorde

### Karriererekorde
Spiele: 76  Andy Spruce,  Dave Hannan,  Dave Barr
Tore: 33  Dave Hannan
Assists: 52  Mike Krushelnyski
Punkte: 83  Mike Krushelnyski
Strafminuten: 185  Gary Rissling

## Bekannte ehemalige Spieler
- Craig MacTavish